# K-9A1
K-9A1 자주포는 한국형 자주포(自走砲) K-9 자주포의 개량형이다.

## K-9의 개량
현재 국군이 운용중인 K-9 자주포는 가격대비 출중한 성능을 가지고 있지만, 연평도 포격사태(또는 연평도 포격전)를 겪으며 북한의 갱도포병에 대한 신속한 대응 및 조기 제압능력이 요구되면서 K-9과 이를 포함하는 포병체계에 대한 성능개량이 본격적으로 논의되기 시작했다. 2013년 12월 방위사업추진위원회에서 K-9 자주포 성능개량 사업이 가결되어 K-9 자주포의 성능개량이 본격적으로 시작되었다. K-9의 양산이 끝난 2018년 이후, 창정비 시기에 맞춰 진행될 예정이었는데, 1년 정도 앞당겨졌다.
성능개량 범위는 K-55A1 자주포에 탑재되는 것과 비슷한 수준의 사격통제장치로 개량하고, 기존 INS 항법장치에 GPS를 추가하며, 조종수 야간잠망경 및 후방 카메라를 추가하고, 보조동력장치(APU)를 장착하는 것이었다. 성능개량 수준에 그치지 않고, 완전히 새로운 자주포로 개조하는 형태로 진행되었다. 위치확인, 제원계산, 방열, 송탄 및 장전, 신관장입과 사격까지 거의 모든 과정이 자동화된 무인포탑으로 구성된다. K-9의 차대나 기동체계는 그대로 쓰되 탄약장전장치의 구조를 바꾸고, 둔감장약을 적용하고 장약장전을 자동화시켜 K-9의 3분간 최대발사속도 6~8발을 10~12발까지 끌어올렸는데, 이는 구조와 목표성능이 미국의 차기 자주포 크루세이더의 것과 거의 동일하다.
이외에도 지속사격능력의 확보를 위한 강선 내마모 코팅-도금기술과 주퇴력 최소화를 위한 연식주퇴 기술이 적용되었으며, 무인포탑화되어 승무원도 2~3명으로 줄어들었고, BTCS를 통해 포탑을 원격으로 제어하는 것도 가능해졌다. 단순히 K-9만 개량하는 것이 아니라 사격지휘체계를 자동화하여 사격신속성을 증대시키기 위한 연구도 진행 중이며, 빠른 표적획득과 피해평가를 돕는 관측포탄과 사거리 100km에 CEP 20m급 초장사정 활공유도포탄이 동시기에 개발되어 함께 운용된다. 이러한 개량들을 적용한 K-9A1에 대한 시뮬레이션 결과 전투력이 2~3배 향상되는 것으로 평가되었다.
K-9에 대한 개량을 마치고 2018년 8월부터 K-9A1 자주포가 실전배치 되기 시작했다. 이것은 원래 목표로는 2019년 개량되어 실전배치될 예정이었으나 1년 앞서서 개량되기 시작했다. 대한민국 육군의 K-9 자주포 보유 숫자는 1천대를 넘어서 약 1,300여대 수준으로 2030년대에는 K-9A2 및 K-9A3로 전량 개량될 예정이다.

## K-9A1의 개량
또한, K-9A2로 개량하기 위한 연구에 착수해 둔감화 장약, 자동장전장치 개량을 통해 분당 9발을 발사할 수 있는 고반응화포를 개발해 K-9A2에 적용하였다. K-9A2는 체계 개발을 완료해 2027년 이후 전력화할 예정이다. 무인화포탑을 통해 운용인원을 2명으로 축소시킬 수 있도록 하는 K-9A3에 대한 연구도 병행해 2030년 도입할 예정이다.

## 같이 보기
- K-55A1 자주포
- K-10 탄약보급장갑차
- K-9 자주포
- K-9A2 자주포
- 독일 PzH2000
- 미국 M109A6 팔라딘
- 영국 AS90
- 중국 PLZ-05
- 러시아 2S35 칼리챠-SV